# Академическая гребля на летних Олимпийских играх 1908 — восьмёрки
Соревнования среди восьмёрок в академической гребле среди мужчин на летних Олимпийских играх 1908 прошли с 29 по 31 июля. Приняли участие 54 спортсмена из пяти стран.
Курсивом показан рулевой.

## Призёры
| Золото | Серебро | Бронза |
| Великобритания Генри Бакнелл · Альберт Гладстон · Чарльз Бёрнелл · Баннер Джонстон · Фредерик Келли · Гай Никаллс · Рональд Сандерсон · Реймонд Этерингтон-Смит · Гилхрист Маклеген | Бельгия Полидор Вейрман · Франсуа Вергухт · Жорж Мийс · Марсель Моримон · Реми Орбан · Родольф Пома · Оскар де Сомвиль · Оскар Талман · Альфред ван Ландегем | Великобритания Джон Бёрн · Генри Голдсмит · Фрэнк Джервуд · Освальд Карвер · Гарольд Кичинг · Эрик Пауэлл · Дуглас Стюарт · Эдвард Уильямс · Ричард Бойль |
| Великобритания Генри Бакнелл · Альберт Гладстон · Чарльз Бёрнелл · Баннер Джонстон · Фредерик Келли · Гай Никаллс · Рональд Сандерсон · Реймонд Этерингтон-Смит · Гилхрист Маклеген | Бельгия Полидор Вейрман · Франсуа Вергухт · Жорж Мийс · Марсель Моримон · Реми Орбан · Родольф Пома · Оскар де Сомвиль · Оскар Талман · Альфред ван Ландегем | Канада Гордон Белфор · Беше Гейл · Уолтер Льюис · Джозеф Райт · Чарльз Ридди · Ирвин Робертсон · Джеффри Тейлор · Юлиус Томсон · Дуглас Кертланд          |

## Соревнование

### Четвертьфинал
| Место | Спортсмен | Результат  |
| ----- | --- | ---------- |
| 1     | Канада Гордон Белфор, Беше Гейл, Уолтер Льюис, Джозеф Райт, Чарльз Ридди, Ирвин Робертсон, Джеффри Тейлор, Юлиус Томсон, Дуглас Кертланд  | 8:06,0     |
| 2     | Норвегия Эрик Бай, Эмиль Иргенс, Аннан Кнудсен, Отто Крог, Ганнибал Фегт, Вильгельм Хансен, Густав Хеере, Амбросиус Хёйер, Эйнар Тёнсагер | Неизвестно |

| Место | Спортсмен | Результат  |
| ----- | --- | ---------- |
| 1     | Великобритания Генри Бакнелл, Альберт Гладстон, Чарльз Бёрнелл, Баннер Джонстон, Фредерик Келли, Гай Никаллс, Рональд Сандерсон, Реймонд Этерингтон-Смит, Гилхрист Маклеген | 8:10,0     |
| 2     | Венгрия Имре Вампетич, Йенё Варади, Ференц Кирчкнопф, Сандор Клекнер, Антал Себени, Лайош Харасти, Сандор Хауцингер, Роберт Эдер, Калман Васко                              | Неизвестно |

### Полуфинал
| Место | Спортсмен | Результат  |
| ----- | --- | ---------- |
| 1     | Великобритания Генри Бакнелл, Альберт Гладстон, Чарльз Бёрнелл, Баннер Джонстон, Фредерик Келли, Гай Никаллс, Рональд Сандерсон, Реймонд Этерингтон-Смит, Гилхрист Маклеген | 8:12,0     |
| 2     | Канада Гордон Белфор, Беше Гейл, Уолтер Льюис, Джозеф Райт, Чарльз Ридди, Ирвин Робертсон, Джеффри Тейлор, Юлиус Томсон, Дуглас Кертланд                                    | Неизвестно |

| Место | Спортсмен | Результат  |
| ----- | --- | ---------- |
| 1     | Бельгия Полидор Вейрман, Франсуа Вергухт, Жорж Мийс, Марсель Моримон, Реми Орбан, Родольф Пома, Оскар де Сомвиль, Оскар Талман, Альфред ван Ландегем | 8:22,0     |
| 2     | Канада Джон Бёрн, Генри Голдсмит, Фрэнк Джервуд, Освальд Карвер, Гарольд Кичинг, Эрик Пауэлл, Дуглас Стюарт, Эдвард Уильямс, Ричард Бойль            | Неизвестно |

### Финал
| Место | Спортсмен | Результат  |
| ----- | --- | ---------- |
| 1     | Великобритания Генри Бакнелл, Альберт Гладстон, Чарльз Бёрнелл, Баннер Джонстон, Фредерик Келли, Гай Никаллс, Рональд Сандерсон, Реймонд Этерингтон-Смит, Гилхрист Маклеген | 7:52,0     |
| 2     | Бельгия Полидор Вейрман, Франсуа Вергухт, Жорж Мийс, Марсель Моримон, Реми Орбан, Родольф Пома, Оскар де Сомвиль, Оскар Талман, Альфред ван Ландегем                        | Неизвестно |